# 4600 Meadows
4600 Meadows este un asteroid din centura principală, descoperit pe 10 septembrie 1985, de Henri Debehogne.